# Walerian Sokołow
Walerian Siergiejewicz Sokołow (ros. Валериан Сергеевич Соколов, ur. 30 sierpnia 1946 we wsi Szichabyłowo w Czuwaskiej ASRR) – radziecki bokser, złoty medalista letnich igrzysk olimpijskich w 1968.
Zwyciężył w kategorii koguciej (do 54 kg) na igrzyskach olimpijskich w 1968 w Meksyku. Wygrał pięć pojedynków, w tym z Eiji Morioką z Japonii w półfinale i z Eridadim Mukwangą z Ugandy w finale.
Później walczył w kategorii piórkowej (do 57 kg), ale nie odnosił już takich sukcesów. Na mistrzostwach Europy w 1969 w Bukareszcie pokonał Jana Prochonia, ale w następnej walce przegrał przed czasem z reprezentantem gospodarzy Gheorghe Pușcașem. Na następnych mistrzostwach Europy w 1971 w Madrycie został pokonany w ćwierćfinale przez późniejszego mistrza Ryszarda Tomczyka.
Sokołow był mistrzem ZSRR w wadze koguciej w 1968 oraz w wadze piórkowej w 1969, 1971 i 1973, wicemistrzem w wadze piórkowej w 1972, 1974 i 1975 oraz brązowym medalistą w tej wadze w 1970.
W 1968 otrzymał tytuł Zasłużonego Mistrza Sportu, a w 1969 Order Znak Honoru. W czasie swojej kariery wygrał 196 z 216 walk.
Później pracował jako trener.